# Armando Fausto Fabi
Armando Fausto Fabi (Giuliano di Roma, 23 ottobre 1931 – Kindu, 11 novembre 1961) è stato un militare italiano.

## Biografia
Nato in un piccolo borgo sui monti Lepini, era entrato nell'Accademia Aeronautica ed era qualificato come sergente maggiore elettromeccanico di bordo.
Faceva parte del contingente dell'Operazione delle Nazioni Unite in Congo inviato a ristabilire l'ordine nello Stato africano durante la crisi del Congo. Era membro dell'equipaggio del C-119 MM51-6049. 
Tra l'11 novembre 1961 e il 12 fu trucidato assieme ad altri 12 commilitoni
in quella che passerà alla storia come l'Eccidio di Kindu.
Nel 1994 fu decorato con la medaglia d'oro al valor militare con la seguente motivazione 
Membro dell'equipaggio di un velivolo impegnato in una missione di trasporto aereo nel quadro della partecipazione italiana all'intervento di intermediazione delle Forze dell'ONU nell'Ex-Congo, consapevole dei pericoli cui andava incontro, ma fiducioso nei simboli dell'Organismo internazionale e convinto della necessità di anteporre la costruzione della nascente Nazione all'incolumità personale, sopraffatto da un'orda di soldati sfuggiti al controllo delle forze regolari, percosso gravemente sotto la minaccia delle armi, pur protestando la nazionalità italiana e la neutralità delle parti, preso in ostaggio, veniva fatto oggetto di continue nuove violenze e barbaramente trucidato, offrendo la propria vita per la pacificazione dei popoli e destando vivissima commozione nel mondo intero. Luminoso esempio di estrema abnegazione e di silenzioso coraggio fino al martirio. Kindu, 11 novembre 1961
La città di Frosinone gli ha dedicato una strada.